# أدريان تريسي
أدريان تريسي (بالإنجليزية: Adrian Tracy)‏ هو لاعب كرة القدم الكندية أمريكي، ولد في 6 أبريل 1987 في فيرفاكس في الولايات المتحدة.

## أنظر أيضا
- أدريان برين
- أدريان بيترسون
- أدريان بيترسون (لاعب كرة قدم أمريكية)
- أدريان بيرك
- أدريان جونز (لاعب كرة قدم أمريكية

## وصلات خارجية
- أدريان تريسي على موقع مرجع كرة القدم المحترفة.كوم (الإنجليزية)